# Cynopterus luzoniensis
Cynopterus luzoniensis é uma espécie de morcego da família Pteropodidae. Pode ser encontrada na Indonésia e Filipinas.